# Ffestiniog
Ffestiniog is een community ("gemeente") in het Welshe graafschap Gwynedd. Het omvat onder meer de plaatsen Blaenau Ffestiniog en Llan Ffestiniog. Ffestiniog telt 4830 inwoners.
Blaenau Ffestiniog is het eindpunt van de Ffestiniog Railway, een bekende toeristische spoorweg.

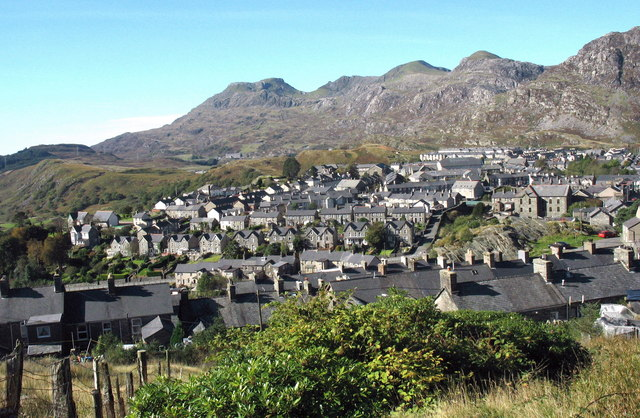